# Janko Gregorc
Janko Gregorc, slovenski skladatelj in klarinetist, * 17. junij 1905, Ljubljana, † 12. november 1989, Ljubljana.

## Življenje
V Ljubljani je študiral klarinet in kompozicijo (slednjo pod mentorstvom Danila Švare in Slavka Osterca). Deloval je v orkestru ljubljanske Opere, igral je pa tudi prvi saksofon v Sloveniji v skupini Original jazz Nagode. 
Je avtor lahkotnih, salonskih melodij (potpurijev, koračnic, uvertur), operet, pisal je tudi filmsko glasbo (O, vrba (1940), Sol iz morske vode (1953) in Obiščite Primorje (1954)).
Gregorc je oče skladatelja Janeza Gregorca.

## Delo
Operete
- Erika (1932) - jazz opereta
- Čudež olimpijade (1934)
- Melodije srca (1943)
- Vasovalci (1949)
- Jaz bi te že rada imela (1950)
- Oj to lectovo srce (1957)

Komični balet
- Na terasi (1943)

Pihalni orkester
- Vaška suita